# Maîtrise des armements
 (mars 2017).

"Before Another Christmas - STILL LESS OF ARMAMENT AND NONE OF WAR" affiche du Conseil national pour la limitation de l’armement

La maîtrise des armements ou contrôle des armements désigne un ensemble coordonné d'actions basé sur des accords politiques ou juridiques afin de limiter, réduire, réglementer ou interdire des catégories d'armes ou des méthodes de guerre.
De Verdun à Hiroshima, l'exigence d'une maîtrise des armements s'est étendue bien au-delà des milieux pacifistes ou antimilitaristes.
Au sens le plus strict du terme, « désarmer » reviendrait à réduire puis détruire sous contrôle indiscutable tous les armements existants, et démobiliser les effectifs chargés de le mettre en œuvre.
Une telle conception relevant sans doute de l'utopie ne serait-ce que par son caractère radical, serait ainsi tacitement admis le droit des États au maintien de forces au minimum nécessaires à la sécurité publique (Allemagne après 1918, Japon après 1945, Syrie en 2011).

## Sur la forme
Les mesures et accords de maîtrise des armements peuvent prendre de nombreuses formes :
- un accord fixant une limitation quantitative ou qualitative de biens militaires et d'armes ou de méthodes de guerre ;
- un accord de non-prolifération établissant des règles de contrôle des exportations d'armements ou de biens, comme les biens à double usage, permettant de mettre au point certains types d'armes ;
- des mesures de confiance limitant des activités militaires et/ou prévoyant des activités communes à plusieurs États afin d'accroître l'entente entre ceux-ci ;

Les mesures de désarmement sont généralement bilatérales ou multilatérales, bien qu'un État puisse également décider d'en appliquer unilatéralement.

## Histoire

### Prémices
Les premiers accords de maîtrise des armements se font jour à partir des Temps modernes, époque marquée par le développement des armes à feu et d'énormes changements dans les méthodes de guerre. Cependant, jusqu'à la fin du XIXe siècle, les accords de ce type demeurent épisodiques, anecdotiques et peu respectés ou sont souvent imposés à un État vaincu. Le plus célèbre d'entre eux est l'Accord de Strasbourg, signé en 1675 par la France et le Saint-Empire romain germanique afin d'interdire l'utilisation de balles empoisonnées, considérées comme des armes chimiques. Par la suite, en 1817, les États-Unis et le Royaume-Uni signent l'Accord Rush-Bagot (en) qui limite la taille des forces navales engagées par les deux pays sur les Grands Lacs et le Lac Champlain. La Déclaration de Saint-Pétersbourg de 1868 est un traité international interdisant les projectiles explosifs pesant moins de 400 grammes.

### De la révolution industrielle à la Première Guerre mondiale
La révolution industrielle mena par après à une mécanisation croissante des méthodes de guerre, et notamment des armes à feu. Le potentiel croissant de dévastation causée par les conflits encouragea certains chefs d'État à promouvoir des mesures de maîtrise des armements. Ainsi, le tsar Nicolas II de Russie appela 26 pays à participer à une conférence à La Haye en 1899. Cette conférence aboutit, entre autres, à la signature de la Convention concernant les lois et coutumes de la guerre sur terre et à la mise en place de la Cour d'arbitrage international de La Haye. Une deuxième Conférence fut convoquée à La Haye en 1907 afin d'amender et réviser les termes des Conventions créées en 1899. Les textes ainsi mis en place représentent aujourd’hui les règles de droit coutumier. Une troisième Conférence de la paix était prévue dans la même ville en 1915 mais elle fut annulée en raison du déclenchement de la Première Guerre mondiale.

### Entre-deux-guerres
Après la Première Guerre mondiale, la Société des Nations fut créée au début de l'Entre-deux-guerres afin de maintenir la paix en Europe par le biais du désarmement et de la prévention des conflits. Elle fut cependant de très peu d'utilité pour empêcher la détérioration de la situation internationale menant quelques années plus tard à la Seconde Guerre mondiale.
En 1925, lors de la Conférence sur le contrôle du commerce international des armes et des munitions qui a lieu à Genève, plusieurs États s'accordent pour bannir l'utilisation des armes chimiques et biologiques en signant le Protocole de Genève.
Trois ans plus tard, 15 États, réunis à Paris, signent le 27 août 1928 le pacte Briand-Kellogg condamnant ainsi « le recours à la guerre pour le règlement des différends internationaux et y renoncent en tant qu'instrument de politique nationale dans leurs relations mutuelles ». Ce pacte ne parvint pas à ses fins.
En 1932, Une nouvelle tentative de maîtrise des armements eut lieu lors de la Conférence mondiale pour le désarmement.

### Guerre froide et contrôle des armes nucléaires
Après 1945, la conjonction de l'arme nucléaire et de la guerre froide pose cette fois la question de la maîtrise du désarmement en termes contradictoires: tandis que la puissance de destruction atomique l'impose sans retard, l'affrontement Est-Ouest est à l'origine de la création d'arsenaux nucléaires sans cesse « modernisés ».

#### Chronologie
Après la Seconde Guerre mondiale, l'Organisation des Nations unies est créée afin de promouvoir la paix et le dialogue international.
- En 1957, l'Agence internationale de l'énergie atomique (AIEA) est mise en place afin de surveiller la prolifération de la technologie nucléaire, et donc des armes nucléaires.
- En 1968, la signature du traité sur la non-prolifération des armes nucléaires entend empêcher la prolifération des armes nucléaires à d'autres États que les cinq puissances les possédant déjà (à savoir, la république populaire de Chine, les États-Unis, la France, le Royaume-Uni et la Russie).
- À la fin des années 1960, dans un climat de Détente entre les deux blocs, les deux superpuissances américaine et soviétique engagent des négociations sur la limitation des armes stratégiques, mieux connues par l'acronyme SALT (abréviation de l'anglais Strategic Arms Limitation Talks) et qui aboutissent à la conclusion des traités de désarmement :
  - SALT I en 1972 ;
  - SALT II en 1979.
- En 1987, Moscou et Washington signent le traité sur les forces nucléaires à portée intermédiaire (INF) qui vise le démantèlement de leurs missiles à charges nucléaires et à charges conventionnelles ayant une portée se situant entre 500 et 5 500 km. L'accord entre en vigueur l'année suivante.

- Au niveau international, en 1972, est signée la Convention sur l'interdiction des armes biologiques qui interdit la production, le développement et l'utilisation des armes biologiques, et qui entre en vigueur en 1975.
- En 1980, est signée la Convention sur certaines armes classiques qui a pour but d'interdire ou de limiter l'utilisation de certaines armes conventionnelles considérées comme pouvant provoquer des dommages excessifs ou inutiles aux combattants ou comme pouvant frapper de manière indiscriminée les personnes impliquées dans les conflits armés et celles qui ne le sont pas.

À l'échelon régional, deux accords instaurant des zones exempte d'armes nucléaires sont signés :
- le Traité de Tlatelolco couvrant l'Amérique latine et les Caraïbes le traité de Tlatelolco et qui est signé en 1967 et entre en vigueur en 1969 ;
- le Traité de Rarotonga couvrant le Pacifique Sud et qui est signé en 1985 et entre en vigueur en 1986.

Quelques années plus tôt, en 1959, l'Antarctique était également devenue une zone exempte d'armes nucléaires à la faveur du Traité sur l'Antarctique qui entra en vigueur en 1961.
Durant la Guerre froide, des pays du bloc occidental s'accordent également sur la mise en place d'accords politiquement contraignants appelés régimes multilatéraux de contrôle des exportations.
- Ainsi, en 1949, est créé le Coordinating Committee for Multilateral Export Controls (COCOM) destiné à empêcher que ces pays n'exportent des biens de nature militaire et stratégique vers les pays du Comecon et vers la Chine.
- Plus tard, afin de réguler les exportations de technologies nucléaires, les mêmes pays créent le Comité Zangger en 1971 et le Groupe des fournisseurs nucléaires (GFN) en 1974.
- Enfin, dans les années 1980, sont mis en place le Groupe Australie, afin de coordonner les exportations de produits pouvant contribuer au développement d'armes chimiques et biologiques, et le Régime de contrôle de la technologie des missiles (MTCR) pour contrôler les transferts des missiles pouvant servir de vecteur aux armes non conventionnelles.

## Après la fin de la guerre froide
Les bouleversements liés à la fin de la guerre froide donnent un regain d'intérêt aux accords de maîtrise des armements en leur permettant de se focaliser sur certains types d'armes ou domaines pour lesquels il était jusqu'à présent difficile d'envisager des négociations internationales.

### Armes conventionnelles
En 1990, est signé, par des États de l'Organisation du traité de l'Atlantique nord (OTAN) et du pacte de Varsovie, le traité sur les forces conventionnelles en Europe (FCE) qui vise à limiter la quantité de certains types d'armements conventionnels qu'un État peut détenir et déployer en Europe.
En 1997, la Convention sur l'interdiction des mines antipersonnel est signée interdisant totalement les mines anti-personnel ; elle entre en vigueur l'année suivante. Le 3 décembre 2008, devrait être ouverte à la signature une Convention similaire visant à interdire les armes à sous-munitions : la Convention sur les armes à sous-munitions.
En 1996, est créé un nouveau régime multilatéral de contrôle des exportations : l'arrangement de Wassenaar qui, reprenant plus ou moins les missions du COCOM, vise à coordonner les politiques de ses États membres en matière d'exportations d'armements conventionnels et de biens et technologies à double usage.

### Armes nucléaires
En 1991, les États-Unis et l'Union soviétique en voie d'effondrement signèrent le Traité de réduction des armes stratégiques (START) : START I en juillet 1991 (qui entre en vigueur en décembre 1994). À la chute de l'Union soviétique, c'est avec la fédération de Russie que les États-Unis signèrent START II en 1993. START II fut ratifié par les États-Unis en 1996 et par la Russie en 2000. START II prévoit une réduction des arsenaux stratégiques au terme de laquelle chaque partie ne devra pas disposer de plus de 3 500 têtes nucléaires stratégiques. Ces accords sont suivis par le traité de réduction des arsenaux nucléaires stratégiques (SORT) ratifié en 2002.
| Élément caractéristique du traité             | Élément caractéristique du traité             | START I                                                                                | SORT                        | New START                             |
| --------------------------------------------- | --------------------------------------------- | -------------------------------------------------------------------------------------- | --------------------------- | ------------------------------------- |
| Date signature                                | Date signature                                | 31 juillet 1991                                                                        | 24 mai 2002                 | 8 avril 2010                          |
| Date entrée en vigueur                        | Date entrée en vigueur                        | 5 décembre 1994                                                                        | 1er juin 2003               | 5 février 2011                        |
| Date expiration                               | Date expiration                               | 2009                                                                                   | 2012                        | 2021                                  |
| Plafond sur le nombre de lanceurs             | Limite globale                                | 1 600                                                                                  | _                           | 800 lanceurs déployés et non déployés |
| Plafond sur le nombre de lanceurs             | Sous-limite                                   | _                                                                                      | _                           | 700 lanceurs déployés                 |
| Plafond sur les têtes nucléaires              | Limite globale                                | 6 000 têtes déployées                                                                  | 1 700-2 200 têtes déployées | 1 550 têtes déployées                 |
| Plafond sur les têtes nucléaires              | Sous-limite                                   | 4 900 têtes pour ICBM et SLBM 1 100 têtes pour ICBM mobile 1 540 têtes pour ICBM lourd | _                           | _                                     |
| Plafond sur la capacité d'emport des lanceurs | Plafond sur la capacité d'emport des lanceurs | 3 600 tonnes                                                                           | _                           | _                                     |
| Notes relatives au tableau 1. 2.              |                                               |                                                                                        |                             |                                       |

En 1995, est signé le traité d'interdiction complète des essais nucléaires interdisant tout essai nucléaire ou tout autre type d'explosion nucléaire, que ce soit à des fins pacifiques ou militaires, dans quelque environnement que ce soit. Ce traité n'est cependant pas encore entré en vigueur.
Enfin, au niveau régional, en 1995, est signé le Traité de Bangkok qui fait de l'Asie du Sud-Est une zone exempte d'armes nucléaires qui entre en vigueur en 1997. Par la suite, deux autres zones exemptes d'armes nucléaires ont été négociées et signées mais ne sont pas encore entrées en vigueur : le Traité de Pelindaba couvrant l'Afrique, qui est ouvert à la signature en 1996, et le traité de Semipalatinsk couvrant l'Asie centrale qui est ouvert à la signature en 2006.
En 2000 est signé l'accord de gestion et de traitement du plutonium par les États-Unis et la Russie.

### Armes chimiques
À l'échelon international, en 1993, les armes chimiques sont interdites par la Convention sur l'interdiction des armes chimiques (qui entre en vigueur en 1997).